# Principauté de La Roche-sur-Yon
1496/1504–1789
La principauté de La Roche-sur-Yon, également appelée "principauté de la Roche-sur-Yon et du Luc" à partir de 1566, est une ancienne seigneurie du Poitou qui devint une principauté entre 1496 et 1504.

## Historique
La principauté de La Roche-sur-Yon est issue d'une seigneurie qui s'est constituée à partir de la fin du Xè siècle autour d'un château-fort installé sur la roche éponyme. Elle entre dans la famille de Bourbon-Vendôme par le mariage d'Isabelle de Beauveau avec le comte Jean VIII de Vendôme en 1454. En 1495, leur fils cadet, Louis de Bourbon en devient le seigneur.
À partir d'un acte de 1504 (le contrat de mariage du connétable de Bourbon), on voit Louis de Bourbon se faire appeler "Prince de la Roche-sur-Yon". Ce titre honorifique est de facto reconnu par le roi François 1er en 1515.
Les princes ne résidaient pas au château de la Roche-sur-Yon qui avait gardé son allure militaire ; les deux premiers princes firent construire le château de Champigny (Champigny-sur-Veude en limite du Poitou et de la Touraine, donc fort loin de la principauté) ; c'est également dans la Sainte chapelle de ce château que quatre des cinq premiers princes se firent inhumer, Henri de Bourbon-Montpensier ayant été le dernier à le faire.
En 1693, à la mort de la Grande Mademoiselle, dernière descendante des premiers princes, la principauté passe aux ducs d'Orléans qui en afferment la gestion. Par un acte du 9 octobre 1770 prenant effet le 1er janvier 1771, le duc Louis d'Orléans échange sa principauté de la Roche-sur-Yon contre la forêt de Bondy appartenant au roi de France; la principauté intègre donc le domaine royal.
En 1778, le roi Louis XVI la donne en apanage à son frère Charles, comte d'Artois (le futur roi Charles X).

## Étendue de la principauté
La principauté de la Roche-sur-Yon est constituée essentiellement de droits féodaux, le domaine forestier ayant quasiment disparu à la suite d'aliénations ou de dons à l'Église avant le XVIè siècle. Ces droits féodaux s'étendaient, à partir de la Roche-sur-Yon, vers le Sud-Ouest (les Clouzeaux, Sainte-Flaive-des-Loups, le Girouard), vers l'Ouest (Saint-André-d'Ornay, Venansault, Beaulieu-sous-la-Roche, Landeronde, Martinet) et vers le Nord (Mouilleron-le-Captif, la Genétouze, le Poiré-sur-Vie, Belleville-sur-Vie, Beaufou, les Lucs-sur-Boulogne). Il y avait quelques exclaves, par exemple le bourg de Saint-Denis-la-Chevasse ou la seigneurie du Plessis-Bergeret à la Ferrière. Le territoire de cette principauté, situé en entier dans un paysage de bocage, correspondait à environ 1/10è de la superficie de l'actuel département de la Vendée.
Le fief des Lucs (ou du Luc), appartenant aux princes et faisant partie de la principauté, est qualifié lui-même de principauté à partir de 1566.

## Prince de la Roche-sur-Yon: un titre de courtoisie des princes de Conti
En 1670, la Grande Mademoiselle, sur la demande à elle faite par le prince de Conti, autorise son frère cadet, François-Louis de Bourbon-Conti, à porter le titre de "prince de la Roche-sur-Yon". Ce titre était de pure courtoisie, étant déconnecté de la principauté elle-même qui continue d'appartenir à la Grande Mademoiselle. François-Louis de Bourbon-Conti sera donc connu à la Cour et aux armées (il crée un "Régiment de la Roche-sur-Yon" qui aura une courte existence en 1684-85 mais qui est à l'origine du Régiment de Royal-Bourgogne) comme "Prince de la Roche-sur-Yon" de 1670 jusqu'à ce qu'il devienne prince de Conti au décès de son frère en 1685 ; il continuera cependant à porter ce titre au deuxième rang et le fera porter par ses deux fils aînés successifs. Une fille de François-Louis, Louise-Adélaïde de Bourbon-Conti, sera connue comme Mademoiselle de la Roche-sur-Yon jusqu'à son décès en 1750.

## Princes et princesses[2]
La Roche-sur-Yon connaitra 12 princes et princesses entre Louis de Bourbon-La Roche-sur-Yon (Louis Ier) au début du XVIe siècle et Charles d'Artois à la fin du XVIIIe siècle.
| Nom                                                                                     | Dates de possession | Histoire |
| --------------------------------------------------------------------------------------- | ------------------- | --- |
| Louis Ier de Bourbon-La Roche-sur-Yon (1473-1520)                                       | 1495-1520           | 1er prince de La Roche-sur-Yon. Il prend ce titre entre 1496 (dernière citation en tant que seigneur) et 1504 (première citation en tant que prince). Il épousa, le 21 mars 1508 à Moulins, Louise de Bourbon, sœur et future héritière du connétable de Bourbon. Ce mariage est à l'origine de la richesse de ses descendants. |
| Louis II de Bourbon-La Roche-sur-Yon (1513-1582) Futur Louis III de Bourbon-Montpensier | 1520-1538?          | Fils aîné du précédent 2e prince de La Roche-sur-Yon En 1538, le roi érige le comté de Montpensier en duché pairie pour sa mère et lui ; cette année-là ou peu après, Louis donne la principauté de La Roche-sur-Yon à son frère cadet                                                                                          |
| Charles de Bourbon-La Roche-sur-Yon (1515-1565)                                         | 1538?-1565          | Frère cadet du précédent 3e prince de La Roche-sur-Yon. Il est le dernier possesseur de la principauté à porter ce titre au premier rang. Il fut aussi duc de Beaupréau du chef de sa femme Philippes de Montespedon. |
| Louis III de Bourbon-Montpensier (1513-1582)                                            | 1565-1582           | Récupère la principauté au décès sans héritier de son frère. Duc de Montpensier |
| François de Bourbon-Montpensier (1542-1592)                                             | 1582-1592           | Fils du précédent Duc de Montpensier |
| Henri de Bourbon-Montpensier (1573-1608)                                                | 1592-1608           | Fils du précédent Duc de Montpensier |
| Marie de Bourbon-Montpensier (1605-1627)                                                | 1608-1627           | Fille unique du précédent Duchesse de Montpensier. Elle épouse Gaston d'Orléans, fils du roi Henri IV, en 1626. |
| Anne-Marie-Louise d'Orléans(1627-1693) dite la Grande Mademoiselle                      | 1627-1693           | Fille unique de la précédente Duchesse de Montpensier. Elle est sous la tutelle légale de son père Gaston d'Orléans de 1627 à 1650. Elle lègue par testament une partie de ses biens, dont la principauté de La Roche-sur-Yon, au suivant.                                                                                      |
| Philippe d'Orléans(1640-1701) dit Monsieur                                              | 1693-1701           | Cousin germain de la précédente (par leurs pères respectifs) Duc d'Orléans |
| Philippe d'Orléans(1674-1723) le Régent                                                 | 1701-1723           | Fils du précédent Duc d'Orléans |
| Louis d'Orléans (1703-1752)                                                             | 1723-1752           | Fils du précédent Duc d'Orléans |
| Louis-Philippe d'Orléans(1725-1785)                                                     | 1752-1770           | Fils du précédent Duc d'Orléans |
| 1771-1778 : intégration de la principauté au domaine royal                              |                     | |
| Charles de France (1757-1836), futur roi Charles X                                      | 1778-1789           | Comte d'Artois |